# 대서양처브고등어
대서양처브고등어(학명:Scomber colias)는 고등어목 고등어과에 속하는 어류이다. 몸 길이가 40cm가 되며 몸 무게는 3kg가 되는 중형 어류이다.

## 특징과 먹이
대서양처브고등어는 대체적으로 대서양고등어와 유사하나 차이점으론 대서양고등어와는 달리 위쪽의 등색깔이 완전한 녹색이며 옆줄이 없는 대서양고등어와는 달리 녹색의 옆줄도 가지고 있다. 또한 줄무늬가 비교적 흐릿하며 지그재그 모양이고, 대서양고등어에는 없는 부레를 가지고 있다는 차이점이 있다. 이런 차이점을 통해 대서양고등어와 구분하며 다른 고등어들처럼 식용이 가능한 어종이다. 먹이는 육식성으로 멸치, 정어리 등의 작은 물고기와 갑각류, 오징어류를 주로 먹는다.

## 분포
대서양이 주요 서식지이며 유럽 국가의 대서양 쪽에 주로 많이 서식한다. 주로 외양쪽에 많이 서식하며 0~200m 사이의 수심을 서식하는 표해수층의 어류이다.